# Patkóéknál Patason
A Patkóéknál Patason kezdetű magyar népdalt Pongrácz Zoltán gyűjtötte a Diószegen 1930-ban.
Feldolgozások:
| Szerző       | Mire                   | Mű                  | Előadás     |
| ------------ | ---------------------- | ------------------- | ----------- |
| Bárdos Lajos | vegyeskar              | Patkóéknál, 1. dal  | [ 1 ] [ 2 ] |
| Sugár Rezső  | kétszólamú egynemű kar | Négy népdal, 4. dal |             |

## Kotta és dallam
| Patkóéknál Patason macskát sütnek rostélyon, úgy viszik át Balonyba a nagy lakodalomba. | Vereknyei laposon leesett a kalapom, Hidasi lány, angyalom add föl az én kalapom. | Azt gondolod, angyalom, hogy megöl a siralom? A siralom nem öl meg, a szerelem gyötör meg. | Lehullott a csillagom, elhagyott a galambom, Ha elhagyott, lesz másik, kutya búsul sokáig! | Három icce kendermag, jaj de büszke legény vagy, Mit ér a nagy büszkeség, hogyha nincsen feleség. |

## Felvételek
- Lakodalmasok - Patkóéknál, Patason. Szvorák Katalin  YouTube (2002. november 12.)  (Hozzáférés: 2016. december 12.) (audió)
- Patkóéknál Patason... Tücsök citerazenekar (Mezőtúr)  YouTube (2009. október 31.)  (Hozzáférés: 2016. december 12.) (videó) 0:40-ig.